# SNR G359.1-00.5
SNR G359.1-00.5, llamado también G359.1-0.5, es un resto de supernova encuadrado en la constelación de Sagitario en dirección al centro galáctico. Fue descubierto en 1979 en un estudio del plano galáctico a 4,9 GHz de frecuencia.

## Morfología
SNR G359.1-00.5 tiene morfología mixta y contiene plasma de recombinación. En banda de radio muestra una carcasa de unos 12 minutos de arco de radio, mientras que la emisión de rayos X evidencia un objeto compacto y centralizado, descubierto por primera vez con el satélite ROSAT.
La temperatura del gas en expansión es relativamente baja, de unos 3 400 000 K.

## Posible remanente estelar
En la misma línea de visión de SNR G359.1-00.5 se encuentra el púlsar PSR J1747-2958 y su nebulosa asociada, pero estos objetos no están físicamente relacionados con el resto de supernova. La velocidad angular del púlsar es demasiado lenta para que este esté vinculado a SNR G359.1-00.5, independientemente de las estimaciones de distancia de ambos objetos.

## Edad y distancia
SNR G359.1-00.5 tiene una edad aproximada de 18 700 (+3000, -1700) años, en cualquier caso por encima de los 10 000 años.
Anteriormente se pensaba que SNR G359.1-00.5 se encontraba en la región del centro galáctico, habiéndose sugerido que nubes de CO y H I con altas velocidades en la línea de visión rodeaban a este resto de supernova. Sin embargo, no existen evidencias de la interacción de dichas nubes con el remanente. Por otro lado, se han descubierto diversos máseres de OH a 1720 MHz en varios puntos de la cáscara en banda de radio —indicadores de la interacción entre un resto de supernova y una nube molecular— con velocidades mucho menores a las de las nubes de H I.
Por tanto, lo más probable es que SNR G359.1-00.5 esté situado en un primer plano respecto al centro galáctico, a unos 4000 pársecs de la Tierra.
El radio de este resto de supernova es de 14 - 17,5 pársecs.